# Sedlo Vráta
Sedlo Vráta (1446 m) – przełęcz w Małej Fatrze na Słowacji. Znajduje się w głównej grani Małej Fatry Krywańskiej, pomiędzy  Białymi Skałami i Stratencem (1513 m). Południowo-wschodnie stoki o nazwie Pod Kriváňom są trawiaste i opadają do najwyższej części Sučiańskiej doliny. Stoki północno-zachodnie opadają do doliny Kúr (a dokładniej do jednego z jej odgałęzień o nazwie Prostredná dolina) i podlegają ścisłej ochronie (rezerwat przyrody Suchý). Pod przełęczą porasta je kosodrzewina.
Na przełęczy Vráta skrzyżowanie dwóch szlaków turystycznych. Biegnący główną granią Małej Fatry szlak czerwony to odcinek międzynarodowego szlaku pieszego E 3, szlak żółty to alternatywny szlak biegnący przełęczami i trawersujący północne stoki Białych Skał i Suchego (przez rezerwat Suchý).

## Szlaki turystyczne
odcinek: Nezbudská Lúčka – Podhradské – Chata pod Suchým – Príslop pod Suchým – Javorina – Suchý – Białe Skały – Vráta –  Stratenec – sedlo Priehyb – Mały Krywań – Koniarky – Bublen – Pekelník – Wielki Krywań – Snilovské sedlo. Czas przejścia: 7.10 h, ↓ 6.25 h:
  Vráta – Príslop pod Suchým – Sedlo pod Suchým – Sedlo Priehyb. Czas przejścia 2 h, ↓ 2.10 h